# 江蕙
江 蕙（台湾語白話字：Kang Hūi（カン・フイ）、中国語ピンイン：Jiāng Huì（チァン・フエイ）、1961年9月1日 - ）は台湾の女性歌手。専ら台湾語（台湾ホーロー語）で唱っており、「台語天后」（意訳：台湾語歌謡の女王）と称されている。
2015年6月27日の第26回金曲賞で「特別貢献賞」を受賞した。同年9月13日の高雄コンサートをもって芸能界を引退した。

## 来歴
本名は江淑惠。当初の芸名は江惠だったが、1984年から江蕙としている。JudyまたはJodyという英語名もあるが、あまり使われてはいない。先にJudyが用いられ、1999年からJodyを用い、再びJudyとなったこともあるが、本人のブログ（2006年開設）ではjody chiang（全て小文字）となっている。台湾では「二姐」という通称がよく使われる。因みに、妹の江淑娜も台湾の人気芸能人である。
伝記（本人の口述を編集したもの）によれば、幼い頃は一家で夜逃げをするほどの貧苦を味わい、暮らしのために小学校2-3年生頃から親の手引で北投温泉で那卡西（流し）の修行を始め、1972年から台北市内や近郊の歓楽街で歌い始めた。1983年の「你著忍耐」で初めて注目された。それ以前にもレコード録音の機会は得ていたが、大々的に販売されたわけではないらしい。1984年の「惜別的海岸」の大ヒットで一流歌手の仲間入りを果たしたといえる。1980年代までは、濫造に近いほどのペースでアルバムを発売していたが、1992年の「酒後的心聲」以降はペースが落ち着き、1996年から約3年のブランクの後、1999年以降は一年に一枚のアルバム発表というパターンが定着している。最近はプロデューサーとして自身のアルバムの選曲に当たることもある。長年にわたり、音楽イベントやテレビ番組のゲスト出演は数多く行っているが、単独公演の経験はなく、2008年4月に「江蕙初登場」と題して初リサイタルを成功させた。
歓楽街で唱っていたという経歴から、ビジネスや観光で訪台した日本人と接する機会は多かったらしく、会話力は不明だが、日本語の歌唱力は優れている。1990年頃までは、台湾国内向けに日本語のアルバム（曲は他の歌手のカバーのみ）も出していた。また、日本国内でも1990年にチャン・ホエの名で「津軽恋しや」（こまどり姉妹の同名曲とは別）でCDデビューしたが、今日では幻の存在といえる。中国語（国語／北京語）は数曲に止まっている。

## 業績―台湾語歌謡躍進への貢献
江蕙と彼女が活躍する台湾語歌謡界について理解するためには、台湾語の歴史的事情に注意を払う必要がある。台湾は、日本が第二次世界大戦敗戦後中華民国に返還され、内戦に敗れた中華民国政権が中央政府を1949年に台湾に移し、1990年代まで戒厳令で独裁強権政治が行われてきた。この間、台湾人には北京語が強要され、彼等の母語である台湾語（ホーロー語、客家語、原住民諸語）は抑圧され、蔑ろにされてきた。こうした事情から、当時の恐怖政治下では、中国語は現代的で洒落たもの、台湾語は古臭くて格好悪いもの、という暗黙裏の位置付けがあった。従って、現代的な欧米のポップスや日本のニューミュージックの影響が及んだのは、先ず中国語の歌謡曲であり（校園民歌など）、台湾語の歌は昔ながらの民謡や日本の歌謡曲の翻訳にほぼ限られていた。
この様な状況に対して、欧米日のポップスと比べて遜色のない現代的なメロディーを台湾語で歌う、という変革をもたらした代表選手が江蕙である。その様な現代台湾語ポップスの萌芽としては潘越雲の「情字這条路」（1988年）などが先行したが、決定打は江蕙が1992年に出した「酒後的心聲」といえる。日本人の耳には1980年代に流行したポップス演歌に似ているが、同曲はそれ以前のド演歌とは一線を画すもので、台湾全土の老若男女に受け入れられ、伝説的な大ヒットとなった。台湾では既に中国語世代が主流となってはいるが、今日では、台湾語の曲を聞いたりカラオケで歌うことに恥ずかしさや抵抗感はないし、中華人民共和国に於てさえ一部では江蕙を始めとする台湾語曲が人気を得ている。

## 活動概要
江蕙の活動は、所属レコード会社で分けると俯瞰しやすい。

### 田園唱片・郷城唱片時代
概ね1980年代であり、台湾が工業化の道を歩んでいた時期に当たる。江蕙の歌も、農村から都会に出ていく娘の心情、あるいは恋人を都会に送り出す農村の娘の心情を歌ったものが多かった。最初のヒット曲である「你著忍耐」はその典型である。曲調としては演歌や古典的なダンス曲が多かったが、民謡あるいは民謡風歌謡曲も熱心に発表していた。また、日本語アルバム（カバー曲のみ）も出しているが、日本市場向けではなく、台湾の日本語世代向け、あるいは訪台した日本人向けと見てよい。

### 揚聲唱片時代
1990年代初頭の短期間であったが、今日振り返れば、次の黄金期につながる揺籃期であったといえる。「一個紅蛋」は今のところ最後の民謡アルバムとなっている。「難忘的陌生人」も今のところ最後の日本語アルバムとなっている。同年の「孤愁人」は自ら作詞。

### 點將唱片時代
1992年の「酒後的心聲」がミリオンセラーとなった。人口が2000万人強の台湾で本当に100万も売れたのか、とは今日でも囁かれる謎だが、これが大ヒットであり台湾人なら誰でも知っている歌であることは確かである。以後1998年まで年間1-2枚のアルバムを発表し、一種の黄金時代を築いた。ただし、新作は1996年の「等待舞伴」までで、本人は以後3年間活動していない。曲としては日本でいうポップス演歌の様なものが多く、詞の意味としては失恋ものが多い。

### 大信唱片以後
1999年に「半醉半清醒」でカムバックし、再びミリオンセラーとなった。前の點將唱片時代はまだ演歌の香りが漂っていたが、これ以後、「現代台湾女性による現代台湾女性のための外国曲に勝るとも劣らない台湾語の歌」がいよいよ完成の域に達したといえる。特に亜律音楽以後（2002年以後）は、誰の真似でもない、江蕙独自のスタイルが確立したといえる。曲としては、「紅線」「女人的故事」「愛作夢的魚」「博杯」など、婚期を逸しかけた女性をテーマとした叙情歌が主力となっている。
また、この時期のアルバム『半酔半清醒』に収録される「落雨声」と『江蕙』に収録される「家後」は台湾のカラオケでの歌唱回数がそれぞれ700万回を超え、最も歌われる台湾語の曲である。

## ディスコグラフィー
企画アルバム及び日本語アルバムは含んでいない。

### 田園唱片
- 你著忍耐 1983.05
- 白色的夢 1983.08
- 惜別的海岸 1984.01
- 台湾民謡1-秋風夜雨 1984.06
- 還郷 1984.09
- 無奈無奈 1984.12
- 台湾民謡2-思想枝 1985.02
- 台湾民謡3-海中花 1985.04
- 不想伊 1985.06
- 台湾民謡4-母子鳥 1985.10
- 大船入港 1986.01
- 傷心的所在 1986.08

### 郷城唱片
- 褪色的戀情 1987.11
- 相思夢 1988.06
- 落山風 1989.01
- 心内話 1989.12

### 揚聲唱片
- 一個紅蛋 1990.03
- 夢中情 1990.10
- 愛情雨 1991.02

### 點將唱片
- 酒後的心聲 1992.10
- 感情放一邊 1993.05
- 苦酒的探戈 1994.03
- 悲情歌聲 1994.12
- 愛不對人 1995.12
- 等待舞伴 1996.10

### 大信唱片
- 半醉半清醒 1999.01 ：ジェイ・チョウが歌手デビュー前に作曲を手がけた「落雨声」を収録。
- 台湾紅歌 2000.12
- 我愛過 2000.01
- 江蕙 2001.06
- 人（世紀紅歌） 2001.09

### 亜律音楽・阿爾發音楽
- 紅線 2002.12
- 風吹的願望 2003.11
- 愛著啊 2004.12
- 愛作夢的魚 2005.12
- 博杯 2006.12
- 甲你攬牢牢 2008.11
- 當時欲嫁 2010.06

### 喜歓音楽
- 遠走高飛 2013.05

## コンサート
- 2008年 江蕙《初登場》コンサート
  - 2008年4月18日,19日,20日,22日 台北アリーナ
- 2008年 江蕙《高雄初登場》コンサート
  - 2008年12月5日,6日 高雄アリーナ
- 2010年 江蕙《戲夢‧江蕙》コンサート
  - 2010年9月25日,26日、10月1日,2日,3日 台北アリーナ
  - 2010年10月9日,10日 高雄アリーナ
  - 2010年11月6日 台中體院體育場
- 2011年 江蕙《海外初登場》コンサート
  - 2011年3月26日 シンガポール・シンガポール・インドア・スタジアム
  - 2011年4月16日,17日 中国・上海大舞台
- 2013年 江蕙《鏡花水月》コンサート
  - 2013年5月18日,19日,21日,22日,24日,25日,26日 台北アリーナ
  - 2013年6月1日,2日,3日 高雄アリーナ
- 2015年 江蕙《祝福》コンサート
  - 2015年7月25日,26日,28日,29日、8月1日,2日,4日,5日,9日,11日,12日,14日,15日,16日,21日,22日,23日 台北アリーナ
  - 2015年8月23日,29日,30日、9月4日,5日,6日,11日,12日,13日 高雄アリーナ

## 金曲奨受賞歴
- 1990年第1回 最優秀女性歌手賞
- 1993年第5回 最優秀アルバム賞「酒後的心声」
- 2000年第11回 最優秀方言女性歌手賞「半酔半清醒」
- 2001年第12回 最優秀方言女性歌手賞「台湾紅歌」
- 2002年第13回 最優秀方言女性歌手賞「江蕙」
- 2003年第14回 最優秀台湾語女性歌手賞「紅線」
- 2005年第16回 最優秀台湾語ポップスアルバム賞「愛著啊」
- 2006年第17回 最優秀台湾語ポップスアルバム賞「愛作夢的魚」
- 2009年第20回 一番好きな曲（第10から19回）・第1位「家後」
- 2009年第20回 最優秀台湾語アルバム賞「甲你攬牢牢」
- 2011年第22回 最優秀台湾語アルバム賞「当時欲嫁」
- 2015年第26回 特別貢献賞

## エピソード
- 若い頃（レコードデビューの頃）、洪栄宏（台湾の男性歌手）と恋愛関係にあった。
- 2002年11月、台湾を訪れたプラシド・ドミンゴの公演にゲスト出演、「雨夜花」を歌った。
- 尊敬する歌手として美空ひばりを挙げており、実際に「台湾的美空雲雀」（台湾の美空ひばり）と称されることがある。
- 巷間の噂では麻雀好きといわれる。本人は水泳が趣味と言うが、麻雀牌をかき混ぜる動作と平泳ぎの手の動作が似ていることから出た冗談らしい。
- 2008年4月、初めての単独公演「江蕙初登場」を台北アリーナ（小巨蛋）にて成功させた。当初二日間公演の予定だったが、チケットが30分で完売し、四日間公演とした。各回とも大盛況となり、老若男女を問わない聴衆の中には、人気芸能人や有力政治家も含まれていた。この中で「上を向いて歩こう」を全く訛のない日本語で唄った。
- ギターを手にした写真がしばしば見られるが、実は飾りで持っているだけで弾けない。ただし、「江蕙初登場」では、特訓の末、「家後」のイントロ部分を自ら演奏した。
- 2009年1月、姉の金銭スキャンダルにより財産を失ったが、本人は芸能活動は継続すると発表した。